# العلاقات الجورجية اللاوسية
العلاقات الجورجية اللاوسية هي العلاقات الثنائية التي تجمع بين جورجيا ولاوس.

## مقارنة بين البلدين
هذه مقارنة عامة ومرجعية للدولتين:
| وجه المقارنة                                              | جورجيا                          | لاوس        |
| --------------------------------------------------------- | ------------------------------- | ----------- |
| المساحة (كم2)                                             | 69.70 ألف                       | 236.80 ألف  |
| عدد السكان (نسمة)                                         | 3.72 مليون                      | 6.86 مليون  |
| الكثافة السكانية (ن./كم²)                                 | 53.37                           | 28.97       |
| العاصمة                                                   | تبليسي، كوتايسي                 | فيينتيان    |
| اللغة الرسمية                                             | اللغة الجورجية، اللغة الأبخازية | اللغة اللاو |
| العملة                                                    | لاري جورجي                      | كيب لاوي    |
| الناتج المحلي الإجمالي (بليون دولار)                      | 15.16 مليار                     | 16.85 مليار |
| الناتج المحلي الإجمالي (تعادل القوة الشرائية) بليون دولار | 35.68 مليار                     | 38.71 مليار |
| الناتج المحلي الإجمالي الاسمي للفرد دولار أمريكي          | 3.79 ألف                        | 1.82 ألف    |
| الناتج المحلي الإجمالي للفرد دولار أمريكي                 |                                 |             |
| مؤشر التنمية البشرية                                      | 0.754                           | 0.575       |
| رمز المكالمات الدولي                                      | +995                            | +856        |
| رمز الإنترنت                                              | .ge، .გე ‏                       | .la         |
| المنطقة الزمنية                                           | ت ع م+04:00                     | ت ع م+07:00 |

## منظمات دولية مشتركة
يشترك البلدان في عضوية مجموعة من المنظمات الدولية، منها:
| علم المنظمة | اسم المنظمة                   | تاريخ انضمام جورجيا | تاريخ انضمام لاوس |
| ----------- | ----------------------------- | ------------------- | ----------------- |
|             | يونسكو                        | 7 أكتوبر 1992       | 9 يوليو 1951      |
|             | الأمم المتحدة                 | 31 يوليو 1992       | 14 ديسمبر 1955    |
|             | مؤسسة التمويل الدولية         | 29 يونيو 1995       | 29 يناير 1992     |
|             | البنك الدولي للإنشاء والتعمير | 7 أغسطس 1992        | 5 يوليو 1961      |
|             | مؤسسة التنمية الدولية         | 31 أغسطس 1993       | 28 أكتوبر 1963    |

## وصلات خارجية
- موقع وزارة الخارجية الجورجية